# أليسيا توتينو
أليسيا توتينو (بالإيطالية: Alessia Tuttino)‏ (من مواليد 15 مارس 1983): لاعبة خط الوسط الإيطالية لكرة القدم، وتلعب لنادي يو بي سي تافاكناك في دوري الدرجة الأولى الإيطالي  وفريق المنتخب الوطني لكرة القدم للسيدات في إيطاليا. على مستوى الأندية مثلت سابقا فرق فوروني فيرونا وفريق تي سي ريفيكنانو، وفريق أي سي دي باردولينو وفريق جي سي روما. وشاركت مع المنتخب الوطني الإيطالي لكرة القدم للسيدات في بطولة أمم أوروبا للسيدات في عام 2009 و2013.
لاعبة خط وسط مع معدل لياقة عالية، وأحيانا تم مقارنة أسلوب لعبها بلاعب الوسط جنارو غاتوزو.

## روابط خارجية
أليسيا توتينو على موقع الاتحاد الدولي (مؤرشف)  (الإنجليزية)
- أليسيا توتينو على موقع الاتحاد الأوربي (الإنجليزية)
- أليسيا توتينو على موقع قاعدة بيانات كرة القدم.إي يو (الإنجليزية)
- أليسيا توتينو على موقع Soccerway.com (الإنجليزية)
- أليسيا توتينو على موقع عالم كرة القدم.نت (الإنجليزية)